# 淡滨尼体育场
淡滨尼体育场（英語：Tampines Stadium）是新加坡一座综合性的体育场，位于城市东部的淡滨尼地区，球场和淡滨尼体育馆相邻，体育场距离淡滨尼地铁站MRT5分钟的路程。场通常被用作足球比赛，体育场是新加坡职业足球联赛淡滨尼流浪队的主场，球场最多可以容纳4,500名观众。

## 球场基本设施

### 类型
- 一個专业足球场
- 一圈8道塑胶跑道

### 座位容量
- 固定座位(单面看台) ：1,500席